# Pluche (textiel)

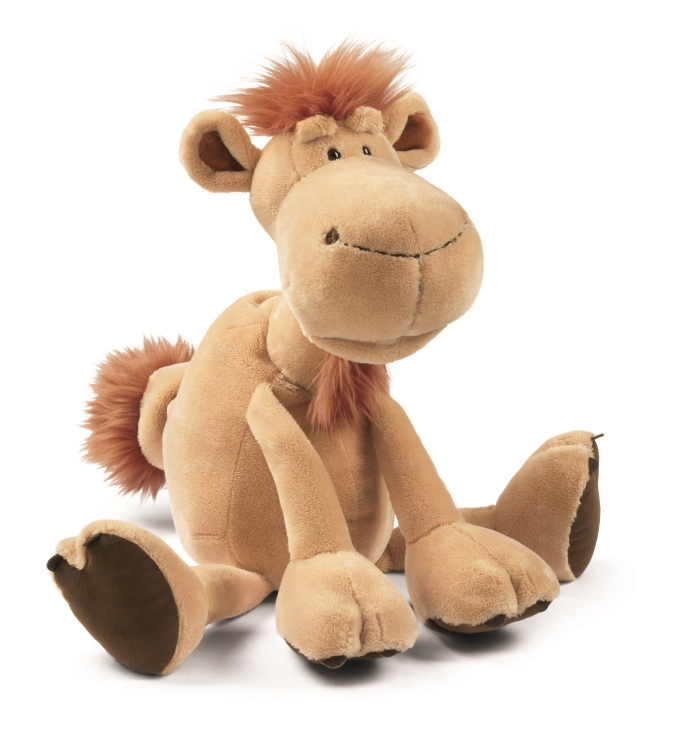
Een pluche dromedaris

Pluche is een zacht, harig weefsel dat onder andere gebruikt wordt om stoelen te bekleden, voor gordijnen, tafelkleden, en voor poppen. Het materiaal lijkt enigszins op fluweel en op velours, maar pluche heeft langere draden.
Het Nederlandse woord komt van het Franse woord peluche, en dat is weer verwant met ons pluis, pluizen.
Oorspronkelijk werd pluche gemaakt van mohair, later ook wel van zijde op een katoenen ondergrond, en tegenwoordig vooral van materialen zoals polyester.
Pluche kan gauw ontvlammen bij contact met vuur door de harige structuur.

## Uitdrukking
Het woord pluche wordt in het Nederlands in het begin van de eenentwintigste eeuw gebruikt als: "op het pluche zitten", om het bereiken van een comfortabele positie aan te geven.
In de context van politiek wordt hiermee meestal bedoeld dat een partij de voorkeur geeft aan regeren, en daarbij het behouden van die positie verkiest boven de eigen idealen.